# Taymir Burnet
Taymir Burnet (né le 1er octobre 1992 à Willemstad) est un athlète néerlandais, spécialiste du sprint.

## Biographie
Le 1er juillet 2018, il établit à La Chaux-de-Fonds ses records personnels sur 100 et 200 m. Le 22 juillet, il contribue au record national du relais 4 x 100 m comme dernier relayeur en 38 s 21, lors du London Grand Prix, dans une équipe entièrement composée d’athlètes de Curaçao. Cette même équipe termine sur le podium en battant à nouveau le record national, en 38 s 03, lors des Championnats d’Europe à Berlin.

## Palmarès

### International
| Date | Compétition           | Lieu | Résultat | Épreuve   | Marque  |
| ---- | --------------------- | ---- | -------- | --------- | ------- |
| 2024 | Championnats d'Europe | Rome | 2e       | 4 x 100 m | 38 s 46 |

## Records
| Épreuve    | Performance | Lieu          | Date            |
| ---------- | ----------- | ------------- | --------------- |
| 100 mètres | 10 s 09     | Potchefstroom | 14 février 2024 |
| 200 mètres | 20 s 30     | Potchefstroom | 14 février 2024 |